# Khoybûn

Le drapeau du Kurdistan adopté par la ligue Khoybûn en 1927,,,.

La ligue Khoybûn, Xoybûn, Xwebûn   ou parfois Hoyboun (« être soi-même »), est une organisation nationaliste kurde, fondée au Liban en 1927.
La ligue joue un rôle essentiel dans l'organisation et le soutien de la révolte de l'Ararat (1927-1930). À la suite de l'échec du soulèvement, elle cessera peu à peu ses activités politiques.

## Histoire

### Contexte
Malgré la contribution des Kurdes à la guerre d'indépendance turque de 1919-1922, la résurgence nationale turque sous Kemal Atatürk se fait au détriment des aspirations kurdes. Pour obtenir le soutien des tribus kurdes, le nouveau gouvernement turc avait évoqué plusieurs fois le nom du Kurdistan dans ses documents et ses rapports. Surtout, il avait proposé une forme d'autonomie politique dans les régions habitées par des Kurdes (Kürtlerle meskûn menatik).
Mais ces promesses sont vite oubliées. En effet, le nouveau pouvoir kémaliste est, dès l'origine, obsédé par le syndrome du démembrement de la Turquie.
Le 3 mars 1924, le jour même de l'abolition du califat, un décret interdit toutes les écoles, associations et publications kurdes, au même titre que les confréries religieuses et les médresses. La rupture entre le kémalisme et les Kurdes est alors consommée. La révolte de Koçgiri en 1921 marque le début d'une longue série de révoltes kurdes contre la nouvelle république. Elle est suivie notamment par celle du Cheikh Saïd de Piran en 1925. Ces révoltes sont violemment réprimées. À côtés des opérations et des mesures militaires, le gouvernement turc met en place une politique d'assimilation forcée des Kurdes, ainsi que des déportations de population vers l'ouest de la Turquie.

### Création
De nombreux princes, seigneurs, chefs de tribus, anciens officiers et intellectuels kurdes sont alors réfugiés au Liban et en Syrie, alors sous mandat français. En se rencontrant, ils développent une analyse de l'échec répété des révoltes en cours, qu'ils attribuent à leur caractère local, tribal et régional, ainsi qu'à leur manque d'unité et d'organisation. En conséquence, ils arrivent à la conclusion qu'il est indispensable de créer une organisation d'un nouveau type, qui soit indépendante des structures féodales, religieuses et tribales, tout en étant capable de fédérer les tribus et les autres composantes de toute la nation kurde. Le 5 octobre 1927, dans la ville libanaise de Bihamdun, se réunissent Celadet Bedirxan (1893-1951), son frère Kamuran (1883-1938), Memdouh Selim (1897- 1976), Mustafa Chahine (?-1953), Bozan Shaheen Bey (1890-1968, le frère de Mustafa Chahine), Fehmi Licî (1887-1967), Cheikh Mehdi (le frère de Cheikh Saïd), Karim Suleymani, Emin Agha des Raman (?-1928), Hadjo Agha (1888-1940, chef de la confédération de tribus Heverkan) et Khurshid beg. Ils décident la fusion des associations et groupes qu'ils dirigent, à savoir l’Association pour le relèvement du Kurdistan, le Parti national kurde, le Comité de l’indépendance kurde et le Comité social kurde, pour donner naissance à une structure unique, qu'ils baptisent Khoybûn (« être soi-même »). Ils seront rapidement rejoint par Sureya Bedirxan (1883-1938), Osman Sabri (1905-1993) et par beaucoup d'autres notables kurdes qui avaoient participé aux révoltes du début des années 1920. L'organisation attire aussi beaucoup d'écrivains et de poètes, comme Cigerxwîn.

### Une «école» du nationalisme kurde
La nouvelle organisation va former la base de la conceptualisation du nationalisme kurde moderne en Turquie, en Syrie et en Irak. Elle vise à réaliser l’union de tous les Kurdes, sans distinction de religion, de dialecte, d'appartenance tribale et de classe sociale, dans un Kurdistan indépendant. Son programme est pan-kurdiste, et elle parvient à créer des comités et des associations dans le Nord syrien, dans les grandes villes du Levant comme Alep, Damas et Beyrouth, ainsi qu'en Irak et notamment à Souleymanieh,.
Une des grandes particularités de la ligue Khoybûn est qu'elle matérialise une unification entre d’une part, une intelligentsia occidentalisée, et d’autre part, les représentants du monde traditionnel kurde. En effet, des intellectuels, ex-officiers ottomans, aghas, cheikhs et chefs de tribus se côtoient au sein du Khoybûn et élaborent une nouvelle syntaxe nationaliste commune afin de lutter en priorité contre la Turquie kémaliste.
La grande majorité des membres sont des Kurdes parlant le dialecte kurmandji, et de confession musulmane sunnite. Toutefois, il parvient à attirer quelques  zazaphones de confession sunnite, et quelques alévites, comme le docteur Nuri Dersimi, qui arrive en Syrie en 1937. 

#### Doctrine
L’objet du Khoybûn est énoncé clairement dans ses statuts: il s'agit de « sauver les Kurdes et leur pays de l’oppression turque, et de former un État kurde indépendant à l’intérieur de ses frontières naturelles et nationales ».
Le discours du Khoybûn est en filiation directe avec celui des associations kurdes d’Istanbul du début du XXe siècle. Disciples des théories positivistes et organicistes européennes du XIXe siècle, les dirigeants du Khoybûn expriment leur volonté de ramener les Kurdes vers la civilisation occidentale, ainsi que la nécessité de moderniser la société kurde « par le haut ». Le Khoybûn insiste sur cet aspect en réaction à la propagande kémaliste, qui prétend apporter la « civilisation » au Kurdistan. Alors que le discours officiel turc qualifie le nationalisme kurde et, par extension, tout signe de kurdicité, de « réactionnaire », « récalcitrant à la civilisation », pour l’intelligentsia kurde, il faut contester le discours nationaliste turc, voire inverser les rôles et démontrer au « monde civilisé » que ce sont les Turcs, et non pas les Kurdes, qui se situent en dehors de la civilisation. Dorénavant, les Turcs sont les « ennemis », des « barbares » de « race mongole », tandis que les Kurdes, sous le joug des kémalistes, forment une « nation martyre ».
Les travaux doctrinaux du Khoybûn s'orientent aussi vers le renforcement des mythes nationaux et la recherche consacrée aux origines du peuple kurde. En effet, la découverte des Mèdes, fondateurs d’un empire sédentaire dans l’est de l’actuel Iran, comme ancêtres des Kurdes, permet d’établir une filiation historique et de réclamer une place pour les Kurdes dans l’humanité. 
Enfin, la Ligue Khoybûn cultive, dès la fin des années 1920, l’image du Kurde tolérant et guère fanatique, proche du type occidental, dans les brochures de propagande destinées à l’opinion publique européenne. Les Bedir Khan s’emploient à démontrer la compatibilité entre l’idéal religieux et l’idéal  national, entre l’islam sunnite (majoritaire parmi les Kurdes) et l’adoption des caractères latins, entre l’islam et le progrès, entre l’attachement de la femme kurde aux traditions et sa proximité avec la femme occidentale.

#### Stratégie
Une autre particularité de la nouvelle organisation réside dans l’importance accordée par ses dirigeants à sa propagande politique. Elle publie nombre de brochures sur la situation politique des Kurdes, sur ses revendications, sur l'actualité, ainsi que sur l'histoire du Kurdistan : les historiens du Khoybûn sont les premiers à définir les Kurdes comme les descendants des Mèdes. Ce travail de recherche, d'information et de propagande est couplé avec un investissement important dans les contacts diplomatiques, pour la plupart officieux, avec les acteurs étatiques (Iran, France, Grande-Bretagne, Italie, Union soviétique) et non étatiques de la région (les Arméniens et l’opposition turque).
La stratégie de la ligue consiste à créer, dans un premier temps, un foyer national kurde, tel un bastion de l'indépendance kurde, pouvant entraîner et fédérer toutes les tribus et tous les groupes sociaux de la nation kurde, pour être en mesure, dans un deuxième temps, de provoquer un soulèvement général et unitaire dans toutes les régions du Kurdistan.

#### Une alliance kurdo-arménienne
Le Khoybûn est dès sa fondation soutenu par le parti arménien Tachnak, dans l'idée d'une libération des deux patries sœurs. Quelques jours après la fin de son congrès fondateur, le 29 octobre 1927, le comité du Khoybûn signe à Beyrouth avec le Tachnak « un traité politique et militaire ». Les deux partis reconnaissent officiellement et réciproquement les droits à l’indépendance du Kurdistan et de l’Arménie unifiée, tandis que la délimitation des frontières entre les deux nations aurait lieu d’après le nombre des populations indigènes kurde et arménienne d’avant-guerre. L’aide apportée par le Tachnak est très importante, aussi bien sur le plan financier, sur le plan diplomatique que sur celui de l'armement : le comité Tachnak de France aurait expédié 30 000 fusils par petits cargos grecs. Par la suite, des Arméniens assureront en armes et munitions la logistique des révoltés de l’Ararat à partir de Tabriz, où le Tachnak possède, par ailleurs, une petite fabrique d’armement. Du côté des activités diplomatiques, le Tachnak tente d’obtenir, sinon un appui clair du gouvernement persan à la révolte de l’Ararat, du moins sa stricte neutralité. Le parti Tachnak défend la cause kurde également auprès de l’opinion publique occidentale. Grâce à l’entente kurdo-arménienne, le Khoybûn gagne en importance auprès des pays occidentaux et moyen-orientaux.

### LaRépublique de l'Ararat
Le Khoybun compte dans ses rangs un éminent officier de l'armée ottomane d'origine kurde, le général de division Ihsan Nuri Pasha (1892-1976). Ihsan Nuri Pasha a été promu en 1910 à l'Académie militaire d'Istanbul. Il a ensuite été de tous les combats de l'armée ottomane au cours de la Première Guerre mondiale. Après la proclamation de la République, il s'est rapproché du mouvement national kurde : fin 1922, il avait déjà rejoint le Comité de l'indépendance kurde (Kürt Istiqlal Cemiyeti), fondé à Erzurum par des députés kurdes comme Yusuf Ziya et le colonel Halit Begref. Le Khyobûn le charge de se rendre dans la région de l'Ararat, d'y fédérer les tribus kurdes et d'effectuer les préparatifs militaires en vue du soulèvement,.
Le 28 octobre 1927, la République indépendante kurde de l'Ararat est proclamée par un gouvernement provisoire, présidé par Ibrahim Pasha Heski Tello, un ancien officier qui a déjà participé à la révolte de Cheikh Saïd, puis à un premier soulèvement de l'Ararat en 1926. La plupart des tribus kurdes de la région s'y rallient. Le gouvernement provisoire s'active pour faire naître un sentiment national kurde. Il fait hisser le drapeau du Kurdistan dans les camps, composer un hymne national et publier un journal, Agri.
Les expéditions menées par l'armée turque vont se heurter à une résistance opiniâtre. Malgré l'engagement d'énormes moyens militaires, la Turquie ne parvient pas à soumettre la rébellion. Elle passe alors une alliance avec l'Iran, ce qui n'avait pas été prévu par les insurgés. Cela permet à l'armée turque de couper les voies de ravitaillement et d'encercler totalement les positions des rebelles. À la fin de l'été 1930, le soulèvement est vaincu.

#### Les rapports avec la France
À l’origine, le siège permanent du Khoybûn est établi à Alep, mais il va se déplacer rapidement dans la Haute-Djézireh (nord-est syrien), limitrophe avec la Turquie et le Botan. La Syrie est alors sous mandat français. Un litige concernant la frontière turco-syrienne oppose la Turquie à la France, en sa qualité de mandataire. Les autorités françaises voient donc d'un bon œil se développer un mouvement national kurde qui pourrait affaiblir la Turquie. L'afflux de réfugiés kurdes au nord de la Syrie, à la suite de la défaite de la révolte de Cheikh Saïd et d'autres révoltes, les renforcent dans l'idée d'élaborer une véritable politique kurde. L'alliance tacite entre les chefs kurdes exilés et la France est réciproque: lors des élections législatives organisées en Syrie et au Liban, le Khoybûn appelle à soutenir les candidats du bloc des défenseurs du maintien du mandat français, contre les indépendantistes syriens.  
Toutefois, Haut-Commissariat français affiche fermement sa volonté d’interdire toute action kurde visant à faire du nord de la Syrie une base-arrière pour les révoltés kurdes en Turquie. Pourtant, la présence des activistes du Khoybûn à proximité des frontières turques continuera à être tolérée  Dans ces conditions, un relâchement se produit dans la position d’Ankara au sujet de la délimitation de la frontière de la Haute-Djézireh (nord-est syrien). Durant l’été 1928, l'ambassadeur de Turquie à Paris propose une ligne frontalière légèrement plus au sud que celle réclamée par la France. Les dirigeants français estiment alors suffisantes les concessions turques. Le 22 juin 1929, l'ambassadeur de France en Turquie et le ministre des Affaires étrangères turc, signent à Ankara un protocole fixant la nouvelle frontière. Ces accords semblent dangereux aux nationalistes kurdes, mais les deux Etats se présentent l'un à l'autre des exigences contradictoires, ce qui profitent au Khoybûn.
La situation va changer en été 1930. L’offensive militaire turque contre la révolte de l’Ararat enregistre ses premiers succès. Les nouvelles deviennent alarmantes pour les dirigeants du Khoybûn en Syrie. Ils décident d’organiser une opération pour venir au secours des insurgés du nord. Ils planifient une vaste expédition, dont le but premier est de s'emparer de Midyat, puis d'en faire le point de départ d’une grande révolte englobant Diyarbekir, le Botan et Mardin. Mais des dissensions internes font échouer l'opération, qui se solde par un cuisant échec. Elle ne donne même lieu à aucun heurt avec l’armée turque. Pourtant, elle est considérée par les autorités françaises comme une atteinte flagrante contre la souveraineté territoriale de la Turquie. Le Haut-Commissariat prend alors sans tarder des mesures sévères contre les chefs du Khoybûn. Les dirigeants sont soit expédiés à Damas avec interdiction de quitter la ville, soit mis en résidence surveillée, soit expulsés du territoire mandataire. Des opérations de désarmement sont menées dans les localités impliquées.

### Après la défaite
Après l’échec de la révolte, les autorités françaises en Syrie édulcorent les sanctions prises contre les chefs kurdes. Mais les comités du Khoybûn vont peu à peu cesser leurs activités politiques. L'organisation sera dissoute en 1946.
Surtout, l’échec de la stratégie du Khoybûn en août 1930 prépare le terrain pour une remise en cause de l'option militaire. L’ensemble des événements semble démontrer aux intellectuels nationalistes kurdes l’inutilité des révoltes sporadiques contre la Turquie sans le soutien d’une grande puissance. En revanche, ils estiment qu’une tâche singulièrement urgente peut être accomplie malgré les difficultés du moment : la consolidation du sentiment de communauté kurde par la restauration de la langue, le développement de l’instruction en kurde et la renaissance de la littérature populaire. De la sorte, les intellectuels kurdes cherchent à exorciser la segmentation du groupe en dotant les Kurdes d’une conscience nationale.
Une grande partie des membres, menée par les frères Kamuran et Celadet Bedirxan, va donc s'atteler à l’élaboration d'une renaissance culturelle kurde qui puisse renforcer l'identité nationale. Cette renaissance implique une unification linguistique, la redécouverte de l'héritage culturel et le développement d'une nouvelle littérature kurde. Ce sera ce qu'on appelle l'« École de Damas ».  Les groupes du Khoybûn établis au Kurdistan irakien disparaissent. Cependant, Tawfiq Wahbi va continuer à correspondre et à collaborer avec les frères Celadet et Kamuran Bedirxan, dans un projet d’unification des dialectes sorani et kurmanji en une seule langue kurde standard.

## Principales personnalités du Khoybûn
- Celadet Bedirxan (1893-1951)
- Kamuran Bedirxan (1883-1938)
- Sureya Bedirxan (1883-1938)
- Memdouh Selim Beg (1897-1976)
- Mustafa Shaheen Beg (?-1953)
- Bozan Shaheen Beg (Frère de Mustafa Shaheen 1890-1968)
- Fehmi Lîcî (1887-1967)
- Cheikh Mehdi (frère du Cheikh Saïd de Pîran)
- Karim Suleymani
- Emin Agha des Raman (?-1928)
- Hadjo Agha (1888-1940), chef de la confédération de tribus Hêverkan (région de Midyat, dans la province de Mardin)
- Khurshid Beg
- Osman Sabri (1905-1993)
- Cigerxwîn (1903-1984)
- Ihsan Nurî Pacha (1892-1976), général de division dans l'armée ottomane, puis commandant militaire de la République de l'Ararat.
- Nuri Dersimi (1893-1973)